# レアニード・マリツァウ
レアニード・セミョーノヴィチ・マリツァウ（Леанід Сяменавіч Мальцаў、1949年8月29日 - ）は、ベラルーシ共和国の政治家、軍人。国防相。

## 経歴
グロドノ州ソロニムスキー地区出身。1967年、ミンスク・スヴォーロフ軍事学校（幼年学校）、1971年、キエフ高等諸兵科共通指揮学校を優秀かつ金メダルで卒業。駐独ソビエト軍集団で小隊長、中隊長、大隊長を歴任。
1979年、M.V.フルンゼ名称軍事アカデミーを優秀で卒業した後、極東軍管区において自動車化狙撃連隊副連隊長、連隊長、自動車化狙撃師団参謀長、師団長を歴任。
1992年、参謀本部軍事アカデミーを優秀で卒業し、白ロシア軍管区諸兵科連合軍第一副司令官に任命。その後、ベラルーシ共和国軍において、第28軍団長、参謀総長として勤務。
1995年10月10日、ベラルーシ国防大臣に任命された。
1996年11月1日、ベラルーシ国防大臣を解任された。
1997年3月、独立国家共同体（CIS）加盟国国防相会議の決定により、CIS加盟国軍事協力調整担当参謀第一次長に任命。2000年12月からベラルーシ安全保障会議副国家書記。
2001年3月28日、国防相に任命。
社会学科学準博士。